# Willy-Brandt-Denkmal (Nürnberg)

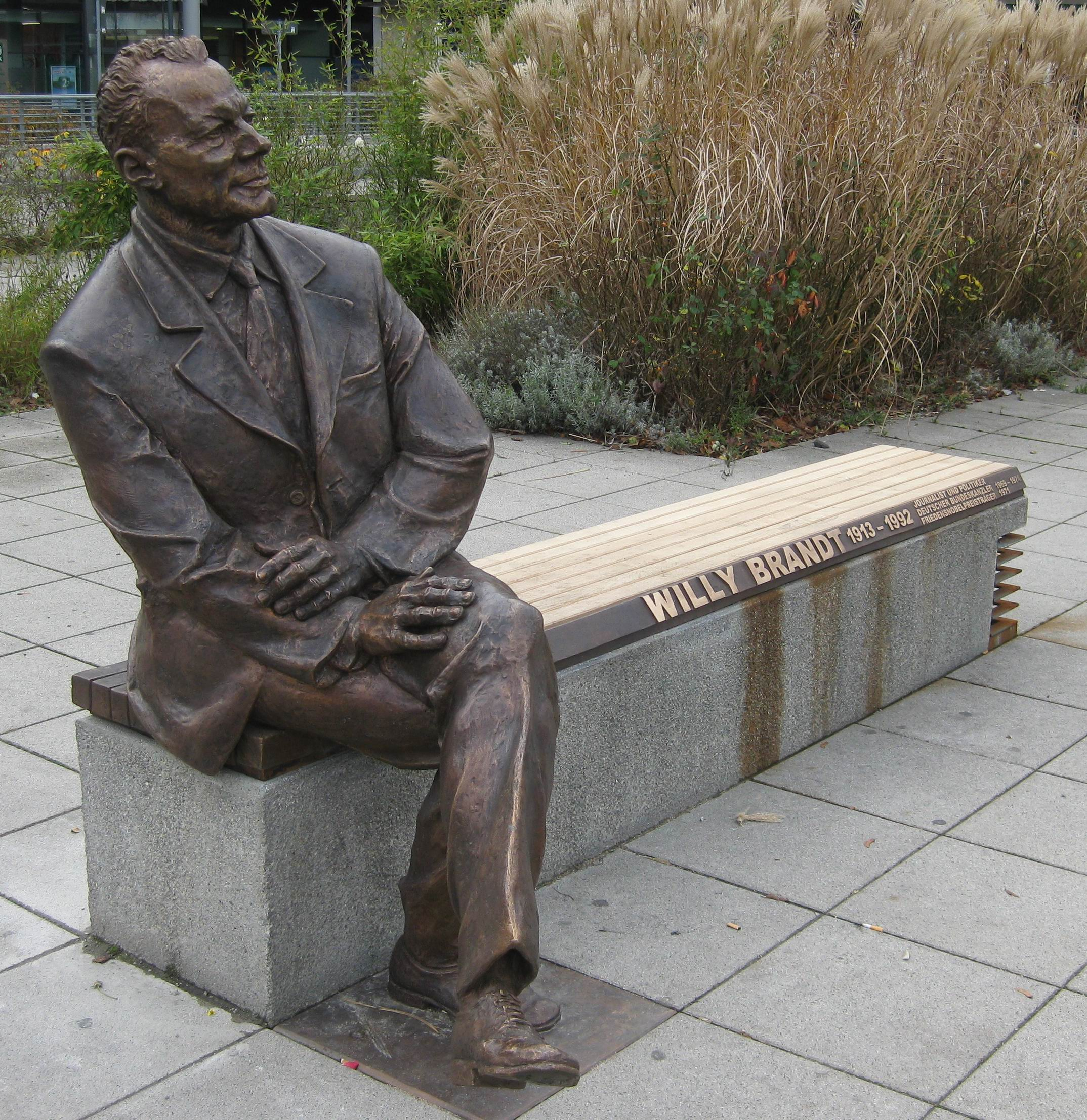
Bronzestatue auf Willy-Brandt-Platz in Nürnberg

Das Willy-Brandt-Denkmal auf dem Willy-Brandt-Platz in Nürnberg erinnert an den früheren Bundeskanzler und Friedensnobelpreisträger Willy Brandt. Die auf einer Bank sitzende Bronzeskulptur wurde am 9. November 2009 in Anwesenheit von Ulrich Maly, Josef Tabachnyk, und zahlreicher Weggefährten Brandts wie beispielsweise Hans-Jochen Vogel enthüllt.
Rund ein Jahr zuvor, am 6. November 2008, gewann der Künstler Josef Tabachnyk den Wettbewerb um dieses Denkmal und setzte sich damit gegen drei weitere eingereichte Entwürfe durch. Basis für den beschränkten künstlerischen Wettbewerb war die Entscheidung des Kulturausschusses der Stadt Nürnberg am 4. Juni 2008.
Die Finanzierung des Denkmals erfolgte durch die drei Sponsoren Walter Metz (Initiator), Bruno Schnell (Verleger) und die PSD Bank. Die Stadt übernahm nur die baulichen Kosten zur Einbindung auf dem Willy-Brandt-Platz inklusive des Fundaments.